# 間野直樹
間野 直樹（まの なおき 1965年5月29日 - ）は、北海道出身の元アイスホッケー選手。ポジションはゴールテンダー。

## 経歴
苫小牧市立弥生中学校から駒澤大学附属苫小牧高等学校を経て東洋大学に進学、大学時代には1987年1月インカレで初優勝している。大学卒業後は雪印アイスホッケー部に加入、13シーズン目の2000-2001シーズンには出番がなかったものの、チームは日本アイスホッケーリーグで準優勝した。
1998年の長野オリンピックの日本代表候補に1997年6月20日選ばれたが、同年末に芋生ダスティの帰化が認められたためオリンピック代表には選ばれなかった。

## 主な代表歴
- アイスホッケー世界選手権：1回
- ユニバーシアード：2回